# Смит, Ламар
Ламар Смит (англ. Lamar Smith) — государственный и политический деятель Соединённых Штатов Америки.

## Биография
Родился 19 ноября 1947 года в городе Сан-Антонио, штат Техас. В 1965 году окончил Военный институт Техаса в своём родном городе. В 1969 году закончил обучение в Йельском университете, получив степень бакалавра по американистике. В 1975 году закончил обучение в Южном методистском университете, став доктором наук по юриспруденции. После окончания Южного методистского университета Ламар Смит занимался частной юридической практикой.
В 1981 году был избран в Палату представителей Техаса. 3 января 1987 года стал членом Палаты представителей США от 21-го избирательного округа  Техаса, эту должность занимает по настоящее время. С 3 января 2013 года возглавляет Комитет по науке, космосу и технологиям в Палате представителей Соединённых Штатов Америки.